# George Wilkinson
George Wilkinson (ur. 3 marca 1879 w Gorton, zm. 7 sierpnia 1946 w Hyde) – brytyjski piłkarz wodny, dwukrotny mistrz olimpijski.
Zdobył złote medale w piłce wodnej na igrzyskach olimpijskich w 1908 w Londynie i na igrzyskach olimpijskich w 1912 w Sztokholmie. Był wówczas członkiem klubu Hyde Seals Swimming Club.
Był również wymieniany jako złoty medalista w piłce wodnej na igrzyskach olimpijskich w 1900 w Paryżu, ale nowsze badania tego nie potwierdzają. Międzynarodowy Komitet Olimpijski w swej bazie danych wymienia Wilkinsona jako uczestnika igrzysk w 1908 i 1912